# Аласан Уатара
Аласан Драман Уатара (фр. Alassane Dramane Ouattara) је политичар из Обале Слоноваче. На изборима одржаним новембра 2010. године, по подацима изборне комисије објављним 2. децембра 2010. године, у другом кругу председничких избора освојио је 54,1% гласова. Председничку заклетву је положио 4. децембра у Абиџану. По подацима Уставног савета победу је однео тренутни председник Лоран Багбо који је такође положио заклетву.
Рођен је 1942. године у месту Димбокро, на северу Обале Слоноваче.
Био је премијер Обале Слоноваче од новембра 1992. године до децембра 1993. године. Председник је партије Окупљање републиканаца (RDR). По занимању је економиста. Радио је за Међународни монетарни фонд и Централну банку земаља западне Африке (BCEAO).